# Tony Awards 2000
Die Verleihung der 54. Tony Awards 2000 (54th Annual Tony Awards) fand am 4. Juni 2000 in der Radio City Music Hall in New York City statt. Moderatorin der Veranstaltung war zum dritten Mal Rosie O’Donnell, besonderer Gast Nathan Lane und als Laudatoren fungierten Alec Baldwin, Kenneth Branagh, Carol Burnett, Kristin Chenoweth, Kathie Lee Gifford, Kelsey Grammer, Dennis Haysbert, Christine Lahti, Susan Lucci, John McDaniel, Al Pacino, Bernadette Peters und Jack Wagner. Ausgezeichnet wurden Theaterstücke und Musicals der Saison 1999/2000, die am Broadway ihre Erstaufführung hatten. Die Preisverleihung wurde von Columbia Broadcasting System im Fernsehen übertragen.
Der Gewinner des Preises für das beste Musical in diesem Jahr, das Musical Contact, löste eine Kontroverse darüber aus, was ein Musical ausmacht, da es sich um ein Tanzmusical ohne Gesang und mit nur wenigen Dialogen handelt und anstelle von Originalmusik voraufgezeichnete Musik und Lieder verwendet. Infolge der Kontroverse wurde ab dem Jahr 2001 eine neue Kategorie der Tony Awards geschaffen, die Kategorie Best Special Theatrical Event.

## Hintergrund
Die Antoinette Perry Awards for Excellence in Theatre, oder besser bekannt als Tony Awards, werden seit 1947 jährlich in zahlreichen Kategorien für herausragende Leistungen bei Broadway-Produktionen und -Aufführungen der letzten Theatersaison vergeben. Zusätzlich werden verschiedene Sonderpreise, z. B. der Regional Theatre Tony Award, verliehen. Benannt ist die Auszeichnung nach Antoinette Perry. Sie war 1940 Mitbegründerin des wiederbelebten und überarbeiteten American Theatre Wing (ATW). Die Preise wurden nach ihrem Tod im Jahr 1946 vom ATW zu ihrem Gedenken gestiftet und werden bei einer jährlichen Zeremonie in New York City überreicht.

## Gewinner und Nominierte

### Theaterstücke
| Kategorie                            | Preisträger       | Theaterstück                              | Nominierungen |
| Bestes Theaterstück                  | Michael Frayn     | Copenhagen                                | - Dirty Blonde – Claudia Shear - The Ride Down Mt. Morgan – Arthur Miller - True West – Sam Shepard |
| Beste Wiederaufnahme Theaterstück    | Tom Stoppard      | The Real Thing                            | - Amadeus - A Moon for the Misbegotten - The Price |
| Bester Hauptdarsteller Theaterstück  | Stephen Dillane   | The Real Thing als Henry                  | - Gabriel Byrne in A Moon for the Misbegotten als James Tyrone, Jr. - Philip Seymour Hoffman in True West als Austin (abwechselnd als Lee) - John C. Reilly in True West als Lee (abwechselnd als Austin) - David Suchet in Amadeus als Antonio Salieri |
| Beste Hauptdarstellerin Theaterstück | Jennifer Ehle     | The Real Thing als Annie                  | - Jayne Atkinson in The Rainmaker als Lizzie Curry - Rosemary Harris in Waiting in the Wings als May Davenport - Cherry Jones in A Moon for the Misbegotten als Josie Hogan - Claudia Shear in Dirty Blonde als Jo/Mae West                             |
| Bester Nebendarsteller Theaterstück  | Roy Dotrice       | A Moon for the Misbegotten als Phil Hogan | - Kevin Chamberlin in Dirty Blonde als Verschiedene Charaktere - Daniel Davis in Wrong Mountain als Maurice Montesor - Derek Smith in The Green Bird als Tartaglia - Bob Stillman in Dirty Blonde als Verschiedene Charaktere                           |
| Beste Nebendarstellerin Theaterstück | Blair Brown       | Copenhagen als Margrethe Bohr             | - Frances Conroy in The Ride Down Mt. Morgan als Theo - Amy Ryan in Uncle Vanya als Sofya Alexandrovna - Helen Stenborg in Waiting in the Wings als Sarita Myrtle - Sarah Woodward in The Real Thing als Charlotte                                      |
| Beste Theaterregie                   | Michael Blakemore | Copenhagen                                | - James Lapine – Dirty Blonde - David Leveaux – The Real Thing - Matthew Warchus – True West |

### Musicals
| Kategorie                       | Preisträger                                                             | Musical                                 | Nominierungen |
| Bestes Musical                  | John Weidman (Buch)                                                     | Contact                                 | - James Joyce’s The Dead - Swing! - The Wild Party |
| Beste Wiederaufnahme Musical    | Cole Porter (Musik und Liedtexte) sowie Samuel und Bella Spewack (Buch) | Kiss Me, Kate                           | - Jesus Christ Superstar - The Music Man - Tango Argentino |
| Bester Hauptdarsteller Musical  | Brian Stokes Mitchell                                                   | Kiss Me, Kate als Fred Graham/Petruchio | - Craig Bierko in The Music Man als Harold Hill - George Hearn in Putting It Together als The Husband - Mandy Patinkin in The Wild Party als Burrs - Christopher Walken in James Joyce’s The Dead als Gabriel Conroy              |
| Beste Hauptdarstellerin Musical | Heather Headley                                                         | Aida als Aida                           | - Toni Collette in The Wild Party als Queenie - Rebecca Luker in The Music Man als Marian Paroo - Marin Mazzie in Kiss Me, Kate als Lilli Vanessi/Katherine - Audra McDonald in Marie Christine als Marie Christine L’Adrese      |
| Bester Nebendarsteller Musical  | Boyd Gaines                                                             | Contact als Michael Wiley               | - Michael Berresse in Kiss Me, Kate als Bill Calhoun/Lucentio - Stephen Spinella in James Joyce’s The Dead als Freddy Malins - Lee Wilkof in Kiss Me, Kate als First Man - Michael Mulheren in Kiss Me, Kate als Second Man       |
| Beste Nebendarstellerin Musical | Karen Ziemba                                                            | Contact als Wife                        | - Laura Benanti in Swing! als Verschiedene Charaktere - Ann Hampton Callaway in Swing! als Verschiedene Charaktere - Eartha Kitt in The Wild Party als Dolores - Deborah Yates in Contact als Girl in a Yellow Dress/Gina Minetti |
| Bestes Musicallibretto          | Richard Nelson                                                          | James Joyce’s The Dead                  | - John Weidman – Contact - Michael John LaChiusa – Marie Christine - Michael John LaChiusa und George C. Wolfe – The Wild Party                                                                                                   |
| Beste Originalmusik             | Elton John (Musik) und Tim Rice (Liedtexte)                             | Aida                                    | - James Joyce’s The Dead – Shaun Davey (Musik und Liedtexte) und Richard Nelson (Liedtexte) - Marie Christine – Michael John LaChiusa (Musik und Liedtexte) - The Wild Party – Michael John LaChiusa (Musik und Liedtexte)        |
| Beste Musicalregie              | Michael Blakemore                                                       | Kiss Me, Kate                           | - Susan Stroman – The Music Man - Susan Stroman – Contact - Lynne Taylor-Corbett – Swing! |

### Theaterstücke oder Musicals
| Kategorie            | Preisträger       | Theaterstück bzw. Musical | Nominierungen |
| Bestes Bühnenbild    | Bob Crowley       | Aida                      | - Thomas Lynch – The Music Man - Robin Wagner – Kiss Me, Kate - Tony Walton – Uncle Vanya                                                      |
| Beste Choreographie  | Susan Stroman     | Contact                   | - Kathleen Marshall – Kiss Me, Kate - Susan Stroman – The Music Man - Lynne Taylor-Corbett – Swing!                                            |
| Beste Kostüme        | Martin Pakledinaz | Kiss Me, Kate             | - Bob Crowley – Aida - Constance Hoffman – The Green Bird - William Ivey Long – The Music Man                                                  |
| Bestes Lichtdesign   | Natasha Katz      | Aida                      | - Jules Fisher und Peggy Eisenhauer – The Wild Party - Jules Fisher und Peggy Eisenhauer – Marie Christine - Peter Kaczorowski – Kiss Me, Kate |
| Beste Orchestrierung | Don Sebesky       | Kiss Me, Kate             | - Doug Besterman – The Music Man - Jonathan Tunick – Marie Christine - Harold Wheeler – Swing!                                                 |

### Sonderpreise (ohne Wettbewerb)
| Kategorie                             | Preisträger                                       | Grund der Preisverleihung                             |
| Regional Theatre Award                | The Utah Shakespearean Festival, Cedar City, Utah |                                                       |
| Special Tony Award                    | T. Edward Hambleton                               | Special Lifetime Achievement Tony Award               |
| Special Tony Award                    | Dame Edna: The Royal Tour                         | Special Tony Award For a Live Theatrical Presentation |
| Tony Honors for Excellence in Theatre | Eileen Heckart                                    |                                                       |
| Tony Honors for Excellence in Theatre | Sylvia Herscher                                   |                                                       |
| Tony Honors for Excellence in Theatre | City Center Encores!                              |                                                       |

## Statistik

### Mehrfache Nominierungen
- 12 Nominierungen: Kiss Me, Kate
- 8 Nominierungen: The Music Man
- 7 Nominierungen: Contact und The Wild Party
- 6 Nominierungen: Swing!
- 5 Nominierungen: Aida, Dirty Blonde, James Joyce’s The Dead, Marie Christine und The Real Thing
- 4 Nominierungen: A Moon for the Misbegotten und True West
- 3 Nominierungen: Copenhagen
- 2 Nominierungen: Amadeus, The Green Bird, The Ride Down Mt. Morgan, Uncle Vanya und Waiting in the Wings

### Mehrfache Gewinne
- 5 Gewinne: Kiss Me, Kate
- 4 Gewinne: Aida und Contact
- 3 Gewinne: Copenhagen und The Real Thing